# There For
There For är en EP av Kristofer Åström, utgiven 2004.

## Låtlista
Alla låtar är skrivna av Kristofer Åström.
1. "You Won't Last Long" – 4:40
2. "Never Gonna Get You" – 4:37
3. "Ode To..." – 4:46
4. "Still Miss" – 2:01
5. "Is It Really Over?" – 4:47

## Medverkande musiker
- Kristofer Åström - sång, akustisk gitarr, piano, keyboard
- Jennie Abrahamson - bakgrundssång
- Johannes Berglund - banjo
- Rickard Krantz - pedal steel-gitarr
- Anna Landberg - cello

## Listplaceringar
| Lista (2004) | Topplacering |
| ------------ | ------------ |
| Sverige      | 54           |

### Fotnoter
1. ↑  ”There For”. Discogs.com. http://www.discogs.com/Kristofer-%C3%85str%C3%B6m-There-For/release/3308995. Läst 12 maj 2012.
2. ↑  Placeringar på den svenska singellistan